# Celonites hermon
Celonites hermon är en stekelart som beskrevs av Gusenleitner 2002. Celonites hermon ingår i släktet Celonites och familjen Masaridae. Inga underarter finns listade.